# Magnolia wugangensis
Magnolia wugangensis är en magnoliaväxtart som beskrevs av T.B.Zhao, W.B.Sun och Zhi X.Chen. Magnolia wugangensis ingår i släktet Magnolia och familjen magnoliaväxter. Inga underarter finns listade i Catalogue of Life.